# Эмон, Луи
Луи Эмон (фр. Louis Hémon, 12 октября 1880, Брест, Франция — 8 июля 1913, Шапльо, Онтарио) — французский писатель. 
Известный благодаря своему роману «Мария Шапделен» (Maria Chapdelaine), написанном в 1912 — 1913 годах в Квебеке. Действие романа происходит в квебекской деревни возле озера Сен-Жан. Луи Эмон, который успел пожить между квебекцами, описал их обычаи, жизнь, традиции, мировоззрение. Ему это удалось настолько хорошо, что многие считают его не только французским, но и квебекским писателем. Другие возражают тем, что он жил в Канаде менее, чем 2 года — с октября 1911 года до смерти в июле 1913 года. 
В 1938 году в деревне Перибонка (Péribonka) возле озера Сен-Жан был открыт музей памяти Луи Эмона.

## Ссылка
- Музей пам'яті Луї Емона
- L'Encyclopédie de l'Agora
- La littérature québécoise
- Pdf Maria Chapdelaine aux éditions de La Bibliothèque électronique du Québec
- Pdf Maria Chapdelaine (illustré par Clarence Gagnon) aux éditions de La Bibliothèque électronique du Québec
- Pdf Colin-Maillard aux éditions de La Bibliothèque électronique du Québec
- Pdf Battling Malone, pugiliste aux éditions de La Bibliothèque électronique du Québec (недоступная ссылка)
- Pdf Monsieur Ripois et la Némésis aux éditions de La Bibliothèque électronique du Québec (недоступная ссылка)
- Pdf Contes et nouvelles aux éditions de La Bibliothèque électronique du Québec
- Pdf Écrits sur le Québec aux éditions de La Bibliothèque électronique du Québec
- Louis Hémon sur Wiki-Brest